# Francisco da Silveira
Francisco da Silveira Pinto da Fonseca Teixeira (Canelas, 1 de septiembre de 1763-Vila Real, 27 de mayo de 1821), primer conde de Amarante portugués, fue un militar del Ejército portugués que se destacó durante la guerra Peninsular contra las tropas napoleónicas en territorio portugués y español (1807-1814). 
En la historiografía suele ser mencionado como general Silveira o como conde de Amarante.

## Familia
Francisco da Silveira era hijo de Manuel da Silveira Pinto da Fonseca y de Antonia da Silveira. Tuvo un hermano, Antonio da Silveira Pinto da Fonseca, primer vizconde de Canelas, que llegó a ser presidente de la Junta Provisional del Gobierno Supremo del Reino en 1820, durante la Revolución liberal de Oporto.
Se casó el 16 de abril de 1781 con María Emilia Teixeira de Magalhães e Lacerda con quien tuvo tres hijos: Manuel, Miguel y Mariana da Silveira Pinto da Fonseca. El primero, Manuel, fue el segundo conde de Amarante y el primer marqués de Chaves.

## Carrera militar
Entró en el ejército como cadete en el regimiento de caballería Almeida (luego regimiento de caballería 11) el 25 de abril de 1780. Fue ascendido a subteniente en 1790 y a teniente en 1792. Siete años después fue ascendido a capitán y en 1801 a sargento mayor. Ese mismo año, al iniciarse la guerra de las Naranjas, participó en el alistamiento de un cuerpo de voluntarios, siendo nombrado Comandante-jefe de las Compañías francas de Trás-os-Montes. En 1803 fue promovido al puesto de teniente coronel en un regimiento de caballería.

## Guerra peninsular

### Primera invasión de Portugal

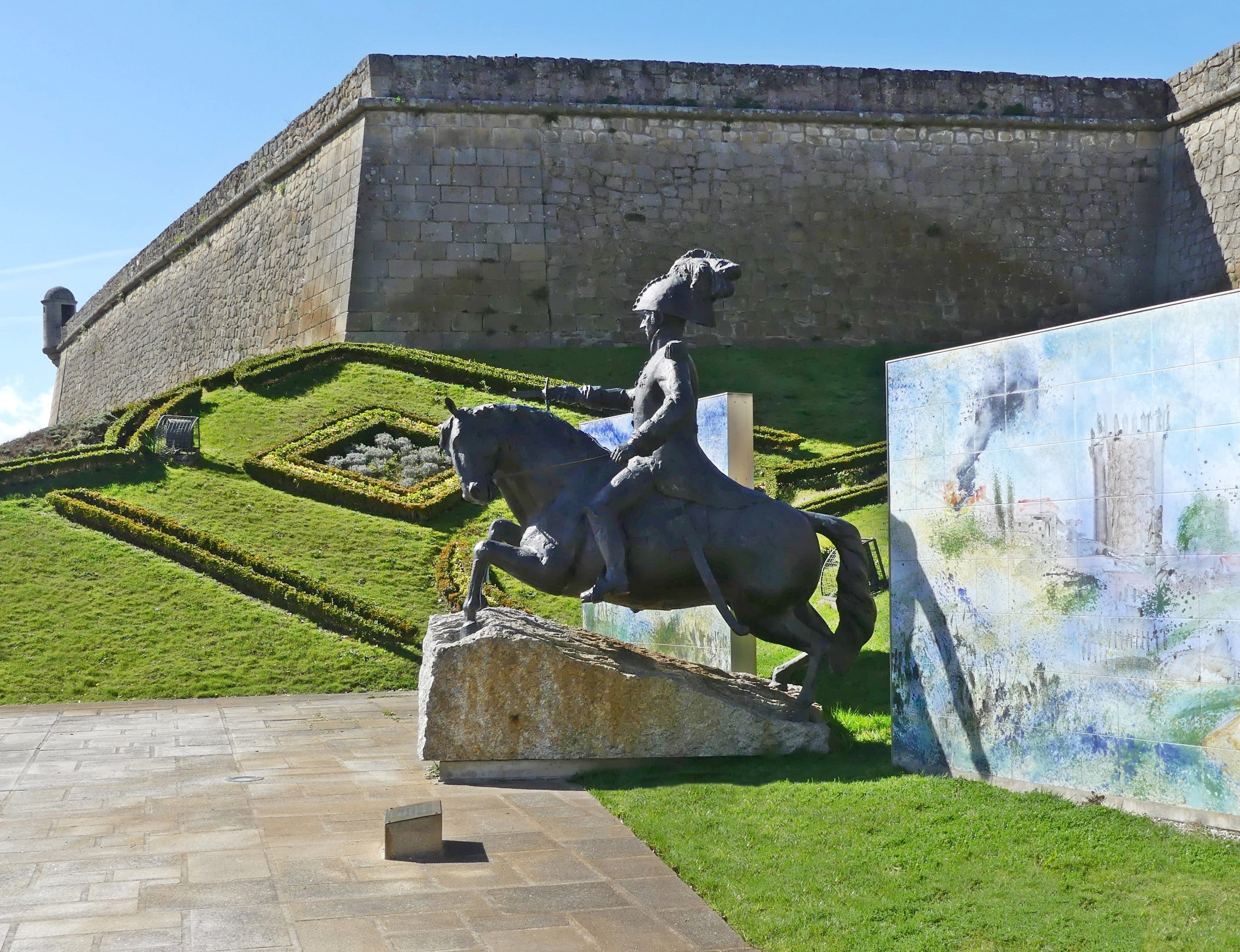
Estatua ecuestre del general Silveira erigida en Chaves en conmemoración del bicentenario de la Guerra peninsular.

En diciembre de 1807, al comienzo de la primera invasión francesa, estaba en Aveiro. El general francés Junot, jefe de las fuerzas napoleónicas invasoras, había dado órdenes para desmovilizar a la mayor parte del ejército portugués y formar con las mejores unidades un cuerpo de tropas llamado Legión lusitana (o Legión portuguesa). Silveira fue llamado a Coímbra para presenciar la desmovilización de su regimiento. Presentó su dimisión, que fue aceptada por el gobierno de Junot, y partió hacia Oporto con la intención de embarcar en la escuadra británica para huir a Brasil. No le fue posible culminar dicho proyecto, yéndose entonces a Vila Real.
Cuando la insurrección nacida en España en 1808 llegó a Portugal, la revuelta rápidamente se extendió a todo el Reino. En Trás-os-Montes, donde Francisco de la Silveira desempeñó un papel destacado en la aclamación de la Junta Provisional como gobierno legítimo de Portugal. Ello le mereció el reconocimiento de la Junta, que lo promovió a coronel.
También en 1808, participó, bajo el mando del general Bernardino Freire, en la fuerza que se unió a las tropas británicas recién desembarcadas en Figueira da Foz. Ejercerá entonces las funciones de comandante de la guardia avanzada de este cuerpo de tropas. Después de que las tropas francesas salieran de Portugal, tras las batallas de Roliça y Vimeiro y la subsiguiente rendición francesa en el convenio de Sintra, Silveira regresó al norte de Portugal para participar en la reorganización del Ejército. Fue ascendido a brigadier y nombrado gobernador militar de Trás-os-Montes el 15 de febrero de 1809.

### Segunda invasión
Por entonces se había producido, desde Galicia, la segunda invasión francesa dirigida por el mariscal Soult. Dada la superioridad de los franceses, Silveira se vio obligado a abandonar la plaza de Chaves, acantonándose en Vila Real. Cuando las tropas francesas continuaron su avance hacia Braga dejando una pequeña guarnición en Chaves, Silveira regresó con sus tropas y cercó esta plaza, que acabó por rendirse poco tiempo después. Soult ocupó Oporto a finales de marzo de 1809 y Silveira, con sus tropas mal entrenadas y mal equipadas, muchas sin armas de fuego, desarrolló pese a todo una notable actividad defendiendo la línea del río Támega. 
Destacó la defensa del puente de Amarante, que se extendió del 18 de abril al 2 de mayo de 1809, en que fue conquistado por las fuerzas francesas del general Loison. Las tropas de Silveira, derrotadas después de haber resisitido a los franceses tanto tiempo, se retiraron a Guimarães. El 13 de mayo de 1809, el príncipe regente le otorgó el título de conde de Amarante, y el 21 de mayo de 1809, Francisco da Silveira fue ascendido a mariscal de campo por la forma en que luchó contra los invasores franceses. 

### Tercera invasión
La tercera invasión francesa, conducida por el mariscal Masséna en 1810, consolidó su reputación. Entre las acciones en las que participó se destaca el ataque a la fortaleza de Puebla de Sanabria (1 al 10 de agosto de 1810) en la provincia de Zamora, en los combates en Valverde (14 de noviembre de 1810) y en las defensas de Pinhel y Vila da Ponte (31 de diciembre de 1810 y 11 de enero de 1811, respectivamente).

### Derrota final francesa
El 5 de febrero de 1812 asciende a teniente general, y tiene un papel destacado en el sitio de Zamora. Su valor fue reconocido tanto por el mariscal Beresford, comandante en jefe del ejército portugués, como por Arthur Wellesley, futuro duque de Wellington, que estaba al mando del ejército aliado anglo-luso-español en la lucha contra los franceses, y que en mayo de 1813 le confió el mando de una división de infantería portuguesa independiente. Al frente de esta división participó en la batalla de Vitoria y en acciones posteriores como el sitio de Pamplona, el valle del Baztán, y la batalla de Beunza,, en la fase final de la guerra.

## Posicionamiento político
Después de la Guerra peninsular, que termina en 1814, Silveira ejerció como Gobernador de Armas de la provincia de Trás-os-Montes. En agosto de 1920, al iniciarse la Revolución liberal de Oporto, fue invitado a unirse al partido de la Junta Provisional. Se negó y reunió en Chaves las tropas de la provincia de Trás-os-Montes con el propósito contrario, el de luchar contra la revolución. No tuvo éxito en este empeño pues finalmente esas tropas acabaron por unirse del lado de la Junta.

## Retirada y fallecimiento
Después de este episodio, Silveira se retiró a Vila Real, donde murió al año siguiente, el 27 de mayo de 1821, a los 57 años, por una «molestia de pecho», que pudo tratarse de una dolencia pulmonar o cardíaca. Fue sepultado en Canelas, su lugar de nacimiento.